# Ramón Maradiaga
Ramón Enrique Maradiaga Chávez (Amapala, 1954. október 30. –) hondurasi válogatott labdarúgó, edző.

## Pályafutása

### Klubcsapatban
1975 és 1982 között a Motagua csapatában játszott, melynek tagjaként 1979-ben megnyerte a hondurasi bajnokságot. 1984-ben fél évig Spanyolországban a Kanári-szigeteki CD Tenerife játékosa volt. 1985-ben Salvadorba igazolt az Alianza FC csapatához, de itt se töltött el sok időt és az Independientéhez szerződött. 1986 és 1989 között a Águilát erősítette, majd hazatért Hondurasba, ahol a Motagua, a Real España és a Tela Timsa együtteseiben szerepelt a későbbiekben.   

### A válogatottban
1973 és 1985 között 47 mérkőzésen szerepelt a hondurasi válogatottban és 1 gólt szerzett. Részt vett az 1982-es világbajnokságon, ahol csapatkapitányként a Spanyolország, az Észak-Írország és a Jugoszlávia elleni csoportmérkőzésen kezdőként lépett pályára.

### Edzőként
Játékos-pályafutása végeztével edzősködni kezdett. Dolgozott többek között a Petrolea, a Motagua és a Marathón csapatánál. 1998-tól a hondurasi válogatott szövetségi kapitánya volt, de mivel nem sikerült kijuttatnia a nemzeti csapatot a 2002-es világbajnokságra, ezért távozott. 2004 és 2005 között a guatemalai válogatott szövetségi kapitányaként dolgozott és a 2006-os világbajnokság selejtezőire szólt a megbízatása. 
2006 és 2007 között ismét a Motagua vezetőedzője volt, majd 2008-ban kis időre visszatért a guatemalai válogatott kispadjára. Ezt követően dolgozott többek között a Real España, a Motagua, a Marathón és a guatemalai CSD Municipal alkalmazásában. 2015 és 2016 között a salvadori válogatottat irányította szövetségi kapitányként. 
A Marathón együttesével négy alkalommal (1997 Apertura, 1998 Clausura, 2006 Apertura, 2011 Clausura) szerzett hondurasi bajnoki címet, 2007-ben pedig az UNCAF-klubcsapatok kupáját is megnyerte csapatával.

## Sikerei, díjai

### Játékosként
CD Motagua
- Hondurasi bajnok (1): 1978–79

Real España
- Hondurasi bajnok (1): 1990–91

CD Águila
- Salvadori bajnok (1): 1987–88

Honduras
- CONCACAF-bajnokság (1): 1981

### Edzőként
CD Motagua
- Hondurasi bajnok (4): 1997 Apertura, 1998 Clausura, 2006 Apertura, 2011 Clausura
- UNCAF-klubcsapatok kupája (1): 2007